# Річард Торрез
Річард Торрез-молодший (англ. Richard Torrez Jr; нар. 1 червня 1999) — американський професійний боксер, що виступає у важкій ваговій категорії, срібний призер Олімпійських ігор 2020 року.
Річард Торрез захоплюється боксерською технікою Олександра Усика і Василя Ломаченка, тому ще в коледжі, посилаючись на те, як Василь Ломаченко вивчав танці, почав вивчати балет.

## Любительська кар'єра
На Панамериканських іграх 2019 програв у другому бою Дайнієру Перо (Куба).
Чемпіонат світу 2019
- 1/16 фіналу: Переміг Сатіша Кумара (Індія) — 5-0
- 1/8 фіналу: Переміг Марко Мілуна (Хорватія) — RSC
- 1/4 фіналу: Програв Баходіру Жалолову (Узбекистан) — KO

Олімпійські ігри 2020
- 1/8 фіналу: Переміг Хуаїба Булодіната (Алжир) — 5-0
- 1/4 фіналу: Переміг Дайнієра Перо  (Куба) — 4-1
- 1/2 фіналу: Переміг Кашимбека Кункабаєва (Казахстан) — RSC
- Фінал: Програв Баходіру Жалолову (Узбекистан) — 5-0

## Професіональна кар'єра
Впродовж 2022—2024 років провів десять переможних боїв, усі завершивши достроково.

## Таблиця боїв
| 10 Перемог (10 нокаутом, 0 за рішенням суддів), 0 Поразок (0 нокаутом, 0 за рішенням суддів) |        |                      |        |             |                |                                                |          |
| Результат                                                                                    | Рекорд | Суперник             | Спосіб | Раунд, час  | Дата           | Місце проведення                               | Примітки |
| Перемога                                                                                     | 3-0    | Марко Антоніо Канедо | KO     | 1 (6), 0:44 | 27 серпня 2022 | Hard Rock Hotel & Casino, Талса                |          |
| Перемога                                                                                     | 2-0    | Роберто Завала       | KO     | 1 (6), 0:58 | 15 липня 2022  | Pechanga Resort & Casino, Темекула, Каліфорнія |          |
| Перемога                                                                                     | 1-0    | Аллен Мельсон        | KO     | 2 (6), 1:23 | 4 березня 2022 | Save Mart Center, Фресно, Каліфорнія           |          |